# Iconóstrofo
Se llama iconostrofo a un instrumento de óptica que tiene la propiedad de hacer ver los objetos vueltos del revés.
El iconóstrofo es utilizado por los grabadores y diseñadores que tienen que copiar los objetos al revés del original. Se asegura que este instrumento fue inventado en 1793 por M. Bachelier.